# Lhovice
Lhovice (dříve též Mlhovice a Elhovice) jsou vesnice, část města Švihov v okrese Klatovy v Plzeňském kraji. Nachází se asi tři kilometry severozápadně od Švihova. Lhovice jsou také název katastrálního území o rozloze 4,52 km².

## Historie
První písemná zmínka o vesnici pochází z roku 1548.

## Obyvatelstvo
| Rok            | 1869 | 1880 | 1890 | 1900 | 1910 | 1921 | 1930 | 1950 | 1961 | 1970 | 1980 | 1991 | 2001 | 2011 | 2021 |
| -------------- | ---- | ---- | ---- | ---- | ---- | ---- | ---- | ---- | ---- | ---- | ---- | ---- | ---- | ---- | ---- |
| Počet obyvatel | 303  | 303  | 312  | 267  | 311  | 327  | 281  | 227  | 241  | 193  | 177  | 165  | 160  | 145  | 172  |
| Počet domů     | 44   | 46   | 54   | 51   | 53   | 54   | 53   | 55   | 60   | 60   | 57   | 61   | 61   | 62   | 67   |

## Obecní správa
Při sčítání lidu v letech 1850–1963 Lhovice byly samostatnou obcí, se kterým patřily nejprve do okresu Klatovy, ale v roce 1950 v okrese Přeštice. Od roku 1964 jsou částí města Švihov v okrese Klatovy.

## Pamětihodnosti
- Kaple svatého Jana Nepomuckého
- Na vrchu Tuhošť se dochovaly pozůstatky lhovického hradiště z pozdní doby bronzové.[9]
- Usedlost čp. 15

## Galerie

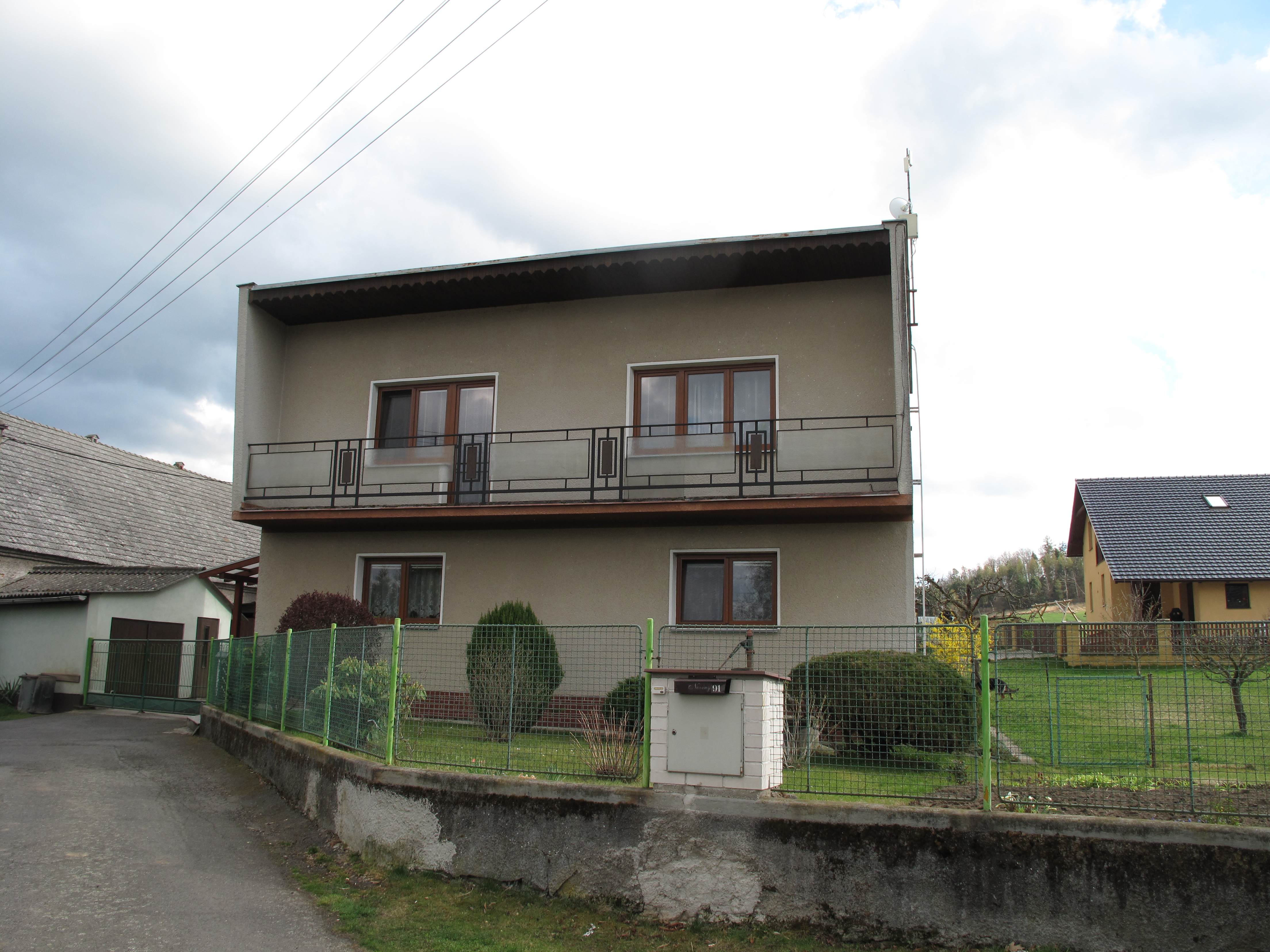
Rodinný dům podobný Šumperáku
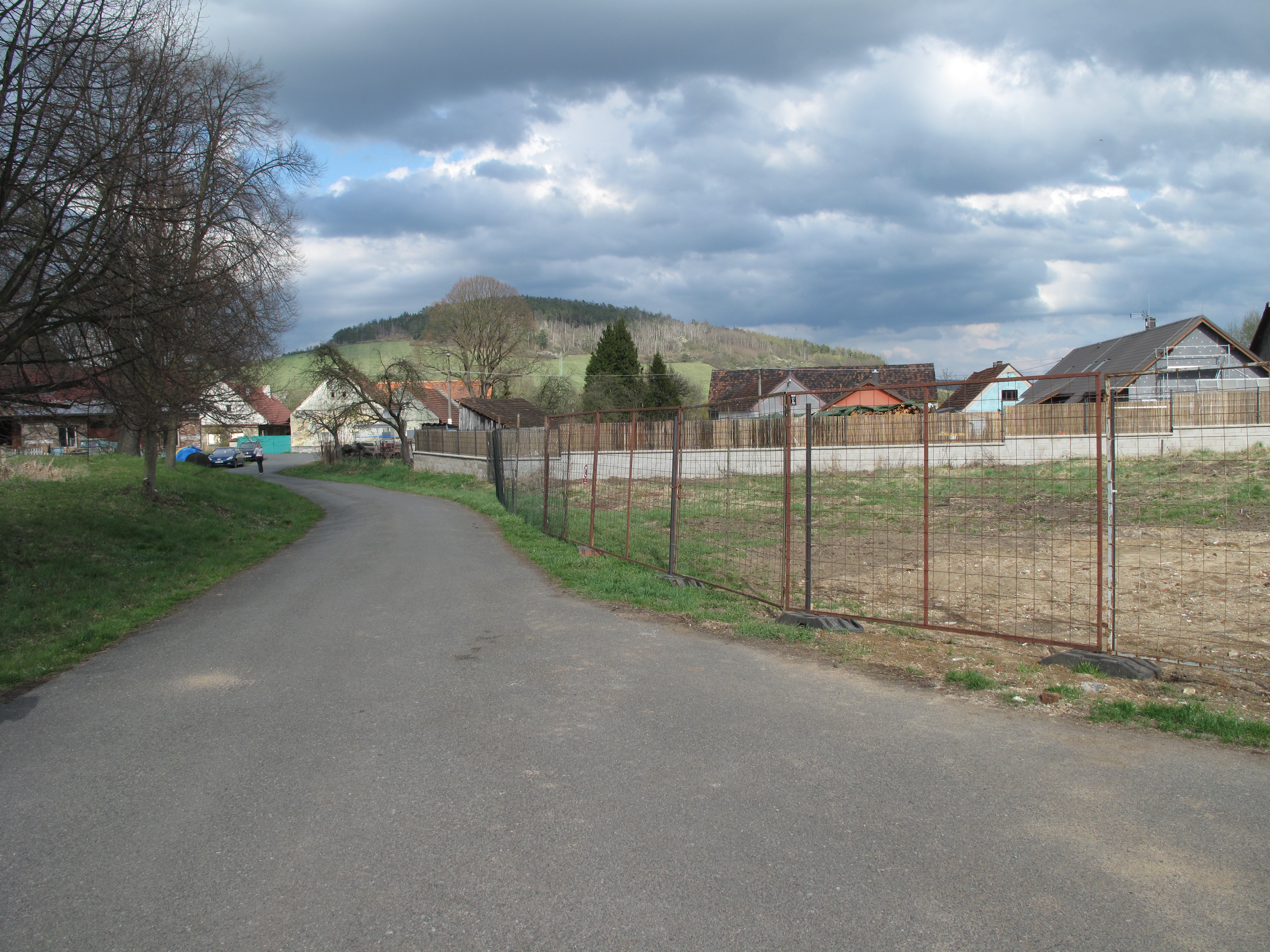
Cesta s kopcem v pozadí
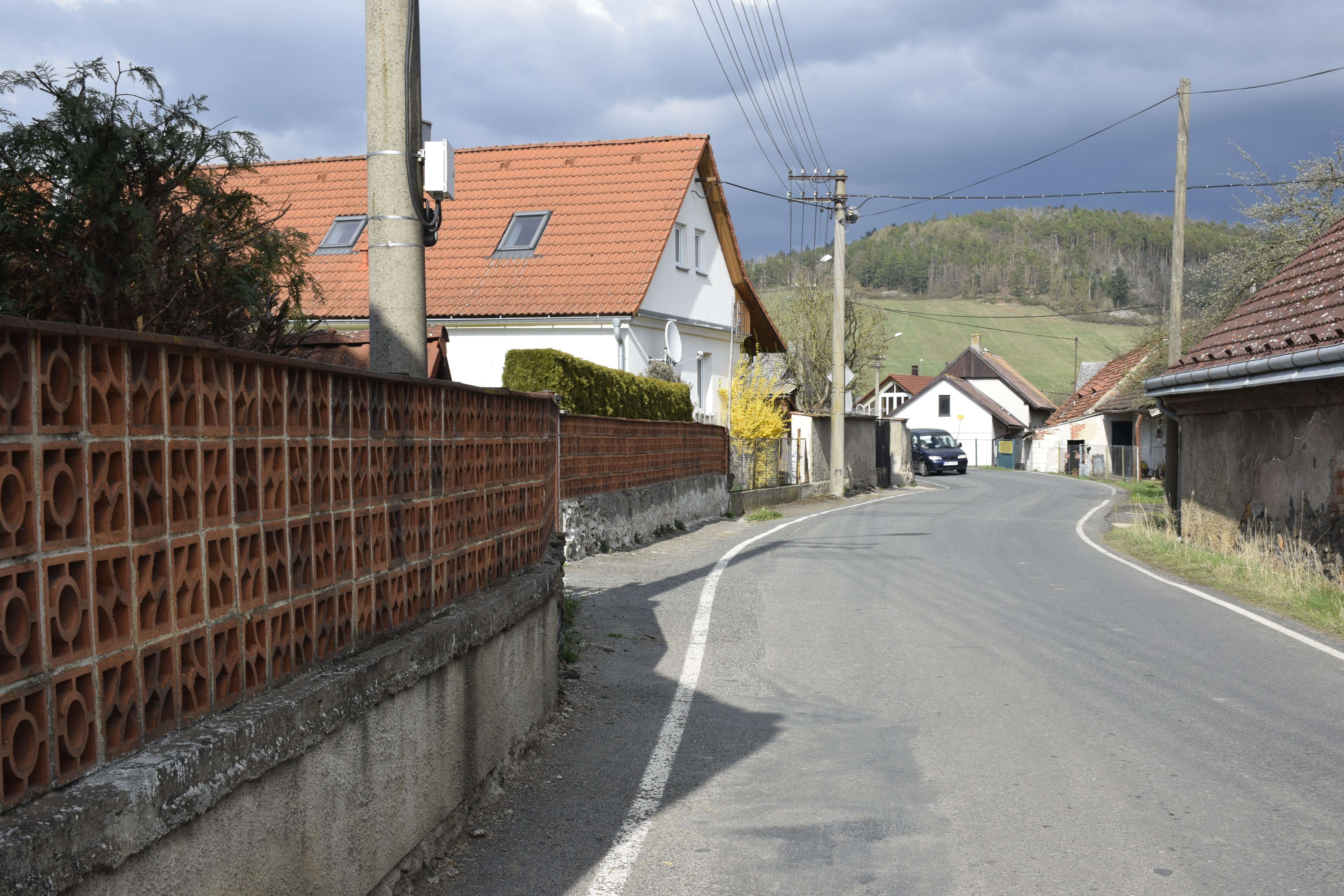
Domy u silnice